# Planet Earth (álbum de Prince)
Planet Earth es el trigésimo primer álbum de estudio del músico estadounidense Prince, lanzado el 15 de julio de 2007 por NPG Records y distribuido por Columbia Records en el Reino Unido de manera gratuita en el periódico The Mail on Sunday.

## Lista de canciones
Todas las canciones fueron compuestas y producidas por Prince.
1. "Planet Earth" – 5:51
2. "Guitar" – 3:45
3. "Somewhere Here on Earth" – 5:45
4. "The One U Wanna C" – 4:29
5. "Future Baby Mama" – 4:47
6. "Mr. Goodnight" – 4:26
7. "All the Midnights in the World" – 2:21
8. "Chelsea Rodgers" (con Shelby J)– 5:41
9. "Lion of Judah" – 4:10
10. "Resolution" – 3:40

## Posicionamiento
| Lista (2007)                        | Posición |
| ----------------------------------- | -------- |
| Australia (ARIA)                    | 38       |
| Austria (Ö3 Austria)                | 11       |
| Bélgica (Ultratop flamenca)         | 5        |
| Bélgica (Ultratop valona)           | 20       |
| Dinamarca (Hitlisten)               | 5        |
| Países Bajos (Album Top 100)        | 3        |
| Finlandia (Suomen Virallinen Lista) | 14       |
| Francia (SNEP)                      | 16       |
| Italia (FIMI)                       | 16       |
| Noruega (VG-lista)                  | 9        |
| España (PROMUSICAE)                 | 15       |
| Suecia (Sverigetopplistan)          | 35       |
| Suiza (Schweizer Hitparade)         | 1        |
| Estados Unidos (Billboard 200)      | 3        |